# 쓰리 링스 디자인
쓰리 링스 디자인(Three Rings Design)은 2001년 3월 30일 대니얼 제임스와 마이클 베인에 의해 설립된 온라인 게임 개발사이다.

## 게임
- Yohoho! Puzzle Pirates
- Bang! Howdy
- Whirled (2008년 3월 25일 오픈 베타, 2018년 4월 폐쇄)
- Corpse Craft: Incident at Weardd Academy
- Spiral Knights
- Doctor Who: Worlds in Time